# بارگولون-ان-کرسی
بارگولون-ان-کرسی (به فرانسوی: Barguelonne-en-Quercy) یک کمون (فرانسه) در فرانسه است که در لو واقع شده‌است. بارگولون-ان-کرسی ۴۶٫۱۱ کیلومتر مربع مساحت دارد.